# Paolo Frau
Paolo Frau (Roma, 5 dicembre 1949 – Roma, 18 ottobre 2002) è stato un criminale italiano noto come membro della Banda della Magliana.

## Biografia
Nato a Ostia, "Paoletto" si fece ben presto conoscere dalle forze dell'ordine per alcuni reati alla detenzione di sostanze stupefacenti, attività che svolgeva spesso insieme al suo amico Ettore Maragnoli. Un altro suo soprannome era occhi di ghiaccio. Nel 1980, poco prima dell'omicidio di Giuseppucci, entrò a far parte nel nucleo originario della Banda della Magliana in quanto amico fraterno di Renatino De Pedis. Tramite quest'ultimo, Frau fece la conoscenza di Danilo Abbruciati e gli venne subito affidata la gestione, per conto della banda stessa, di Ostia.
Arrestato nel 1993, riuscì a sopravvivere ai tanti procedimenti a suo carico, fino ad essere assolto in appello nel maxiprocesso alla Banda.

### Assassinio
Dopo la fine del sodalizio criminale della Magliana, assunse il controllo delle nuove attività sul litorale, dal racket delle estorsioni Frau venne assassinato il 18 ottobre del 2002, nei pressi della sua abitazione sita in via Francesco Grenet ad Ostia Lido: mentre si apprestava a salire a bordo della sua Fiat Punto, un killer con il volto coperto dal casco integrale, lo colpì con tre pallottole a bruciapelo prima di darsi alla fuga in moto. Le indagini a seguito del suo omicidio, furono inspiegabilmente sospese e gli agenti  rimossi dai loro incarichi. Il delitto è a tutt'oggi irrisolto.